# Klub Kapitány
Klub Kapitány a Magyar Autóklub közlekedésbiztonsági szuperhőse, akit a Magyar Autóklub hívott életre kiadványaiban és oktatási programjában. Első megjelenése 2019 tavaszára tehető, amikor először bukkant fel a Klub diákoktatási programjában. Jelenléte a kezdetektől segítette a KRESZ tanulást a diákok részére. 

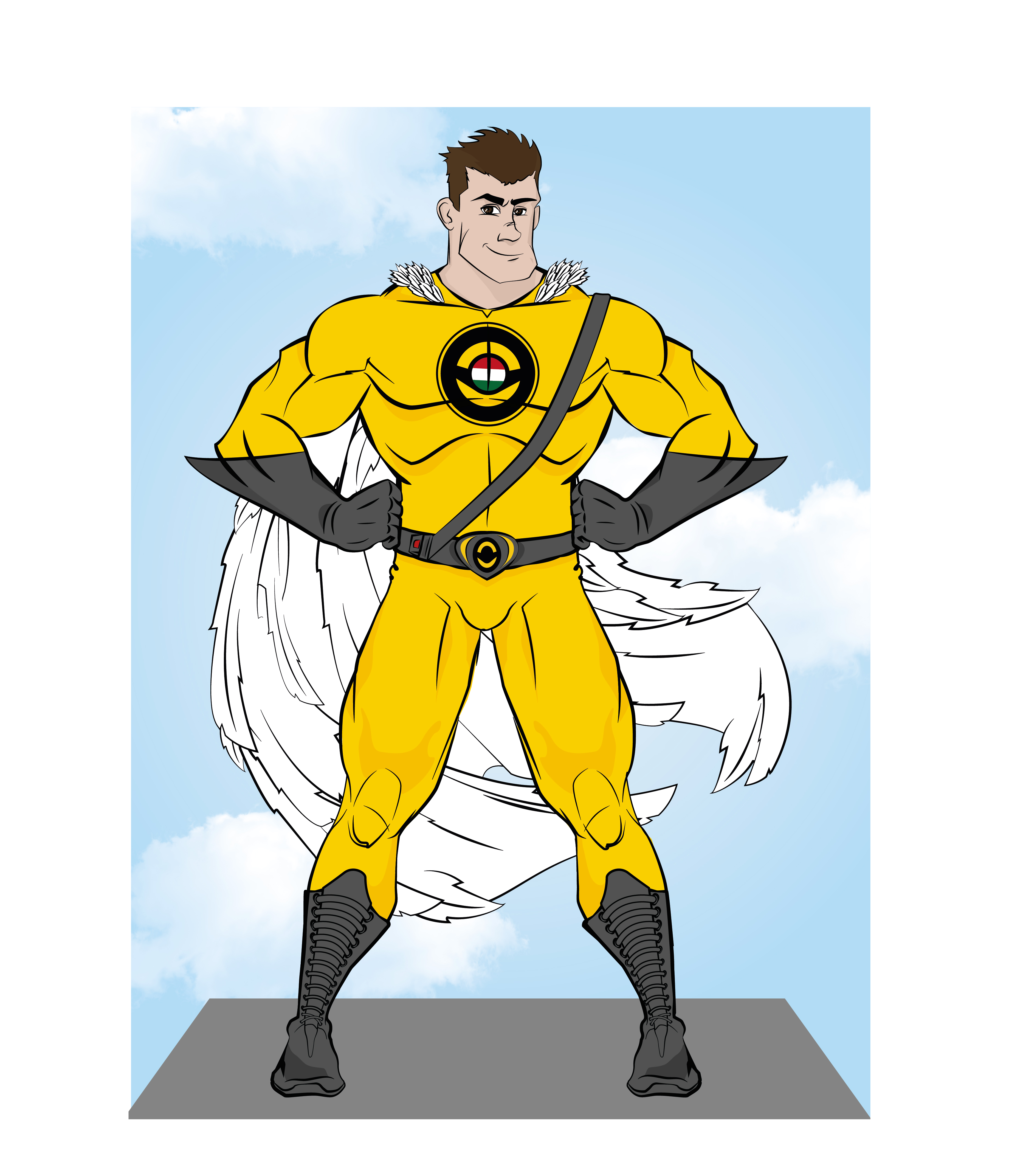
Klub Kapitány

## Története
A szuperképességekkel megáldott Klub Kapitány 2019 tavaszán látta meg a napvilágot, abban az évben, mikor az Autóklub diákoktatási programja „A biztonság útján” néven megújításra került. A gyerekek addig egy oktatókamionhoz látogathattak el tanáraikkal, de 2019-től már az iskolákban, egy különleges tanóra keretében szakképzett oktatótól kaptak felkészítést a KRESZ alapjairól. A gyakorlat igazolta az elképzeléseket, hogy a képregényhősök reneszánszának korában a tanulás könnyebben befogadható, ha egy szuperhőst áll a program élére.
Nem csak a gyerekek szerették meg Kapitányt, de a nyári fesztiválok egyik kedvencévé is vált. Az érdeklődők a Magyar Autóklub közlekedésbiztonsági programjának helyszínein kapitányos ajándékokkal lehettek gazdagabbak. A nyári fesztiválokon és családi rendezvényeken jelentős mennyiségű hátizsákon, kitűzőn vagy tetováláson jelent meg Klub Kapitány arca és üzenetei a nyár folyamán. 
Klub Kapitány legfontosabb üzenetei: 
- Mindig tartsd be a sebességhatárokat!
- Mindig nézz szét, mielőtt átkelsz az úton!
- Ne csak láss, látszódj is!
- Mindig várd meg, míg zöldre vált a lámpa!
- Ne mobilozz aktív közlekedés közben!
- Mindig kapcsold be a biztonsági övedet, akkor is, ha hátul ülsz!
- Ne használj fej- vagy fülhallgatót aktív közlekedés közben!

Klub Kapitány szívügye a közlekedésbiztonság javítása és a közlekedési balesetek visszaszorítása. Különleges képességei lehetővé teszik, hogy mindig ott teremjen, ahol éppen segítségre szorulnak a közlekedők. Palást helyett hatalmas fehér szárnyaival villámgyorsan repül és mindig az igazság oldalára áll, miközben szigorúan betartja a közlekedési szabályokat.
Az Autóklub 2020 májusában teret engedett a képzeletnek, és gyerekeket, szülőket, valamint képregényrajongókat egyaránt felkért, hogy egy meseíró- és rajzpályázat keretében találjanak ki újabb történeteket Klub Kapitányról és ruházzák fel őt új tulajdonságokkal. A pályázat egyik kiemelkedő célja nem csak a hős közös formálása, hanem támogatni a Maradj otthon mozgalmat a koronavírus miatt kialakult veszélyhelyzet alatt.